# Arzawa
Arzawa was in het 2e millennium voor Christus een staat in westelijk Klein-Azië, en groeide rond 1350 v.Chr. gedurende korte tijd uit tot een van de machtigste landen van de regio. Deze periode van bloei valt samen met de tijdelijke, maar waarschijnlijk ernstige verzwakking van het naburige Hettitische Rijk.

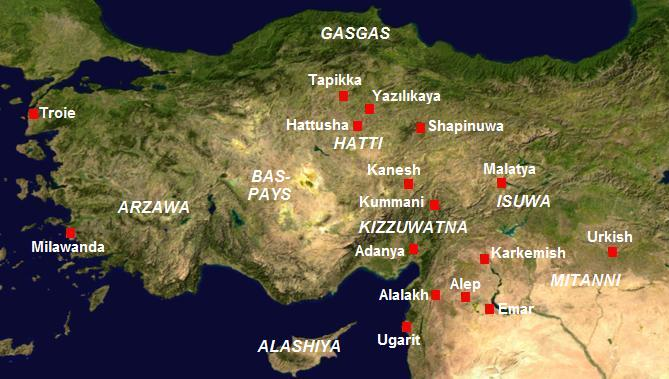
De belangrijkste etnieën en stadstaten in Hettietisch Anatolië.

De belangrijkste aanwijzing voor de macht van Arzawa is de diplomatieke correspondentie van farao Amenhotep III met Tarhuntaradu van Arzawa, aangetroffen in het archief van Tell Amarna. De Egyptische koning verzocht hem een prinses te sturen in ruil voor geschenken, waaronder goud. Een en ander leidde tot een bondgenootschap tussen beide rijken, ongetwijfeld om de weer groeiende macht van de Hettieten te blokkeren. Het Hettitische Rijk onder Suppiluliuma I slaagde er echter in Arzawa op te breken in drie delen. Maar pas onder Mursili II, zoon van Suppiluliuma I (ca. 1320), slaagde men erin Arzawa geheel tot een Hettitische vazalstaat te maken. Hierbij werd de naburige stad Millawanda verwoest.
De term Arzawa zoals gebruikt in de Hettitische teksten, is semantisch complex. Het is niet altijd even duidelijk in hoeverre de term een geografische, etnische of politieke betekenis heeft. Naar alle waarschijnlijkheid verschuift het aandeel van de verschillende componenten aanzienlijk in de loop van de tijd. Duidelijk is dat op het moment dat Arzawa door de Hettieten ontmanteld werd, het werd opgedeeld in de regio's Mira/Kuwalya, Hamballa en Seha/Appawiya, waarbij de regio Mira waarschijnlijk ook de kern van Arzawa's territorium bevatte. De inwoners van Mira worden op dat moment duidelijk gezien als de drijvende kracht achter Arzawa's expansionistische ambities, zoals enkele kanttekeningen in Mursili's annalen laten zien. De staat Wilusa wordt bij deze opdeling niet genoemd, maar wordt op andere momenten weer wel aangemerkt als een "Arzawa-land".
De semantische complexiteit van de term Arzawa heeft er onder meer toe geleid, dat er lange tijd over de ligging van Arzawa geen consensus onder historici bestond. Hoewel er nog steeds kanttekeningen te plaatsen zijn, wordt inmiddels wel algemeen aangenomen dat de kern van het leefgebied in het dal van de rivier de Kaystros moet hebben gelegen.
De precieze ligging van Arzawa is echter nog lang niet volledig duidelijk. De overeenkomst van de stadstaat Apasa met Ephesos is evenmin honderd percent zeker. Gezien de ligging van Tarhuntassa centraal-zuidelijk in Turkije en die van de Lukka-landen in Lycisch-Pamphylisch gebied, zou het eerder aan de westkust dan aan de zuidkust hebben gelegen. Hawkins' vertaling van de Karabelinscriptie suggereert verder een grens tussen Seha en de rest van "Arzawa" (Mira) gevormd door de bergketen Bozdağ. 
Belangrijke plaatsnamen verbonden aan Arzawa zijn Apasa (de hoofdstad), Puranda (een vestingstad), de rivier de Astarpa (grensrivier) en de berg Arinnanda (grenzend aan de zee). Deze namen worden meestal verbonden met achtereenvolgens het klassieke Ephesos, hedendaags Bademgediği Tepe (vlak bij Torbalı), de rivier de Meander en de berg Mycale (Samsun Dağı). Men dient hierbij wel in aanmerking te nemen dat deze verbindingen wat argumentatie betreft sterk van elkaar lenen en dus niet achteraf kunnen worden gebruikt als bevestigen voor elkaar. Zo kan bijvoorbeeld de verbinding tussen Apasa en klassiek Ephesos niet dienen als extra argument voor de verbinding tussen de rivieren Astarpa en Meander, om de simpele reden dat die laatste grotendeels gebaseerd is op de geografische nabijheid van de Meander en klassiek Ephesos en zo dus zelf afhankelijk is van het vorige argument. Ondanks een gedeeltelijke consensus onder historici ligt hier dus nog een addertje onder het gras dat tot cirkelredeneringen zou kunnen leiden, indien geen zorgvuldigheid wordt betracht.
De veronderstelling dat de overheersende taal in Arzawa het Luwisch was, komt men vaak tegen (ook onder historici), maar wordt door sommige specialisten in de Luwische taal (zoals Yakubovich) ernstig in twijfel getrokken.

## Bekende heersers over Arzawa
- Kubantakurunta, ca. 1400
- Tarhuntaradu, ca. 1370
- Anzapahhadu, ca. 1350
- Uhhaziti, tot ca. 1316